# Титикакский свистун
Титикакский свистун (лат. Telmatobius culeus) — вид бесхвостых земноводных из семейства Ceratophryidae. Эндемик озера Титикака. Для дыхания в основном использует свою кожу, складки которой увеличивают дыхательную поверхность.

## Описание
Длина тела титикакского свистуна составляет около 15 см. Нос островато-закруглённый, глаза относительно маленькие и поднимаются над спинной стороной тела, барабанная перепонка незаметна. Кожа гладкая, складчатая. Пальцы длинные, с узкими закруглёнными концами, на передних конечностях прямые, на задних изогнутые. Окраска спинной стороны тела тёмно-оливковая или тёмно-коричневая, иногда со светлыми пятнами. Брюхо кремово-серого цвета.

## Местообитание
Титикакский свистун обитает в озере Титикака и нескольких ближайших озёр на плато Альтиплано, на высоте около 3810 м над уровнем моря. Населяет тёплые прибрежные районы озёр, где температура превышает +10° C.
Живёт в относительно холодной воде с большим количеством кислорода, в результате имеет низкий уровень метаболизма, а небольшие лёгкие указывают на то, что большая часть дыхания происходит через кожу. Как правило, эта лягушка не использует свои рудиментарные лёгкие. Наблюдения показали, что представители этого вида, находясь на дне озера, время от времени совершают ритмичные движения вверх-вниз, что увеличивает течение воды вокруг них.